# Alcoa
Alcoa Inc. (Aluminum Company of America) ist ein von 1959 bis September 2013 im Dow Jones Industrial Average Index gelisteter US-amerikanischer Aluminiumhersteller. Der Konzern ist hinter dem gegenwärtigen russischen Weltmarktführer RUSAL führend auf dem Aluminiummarkt, dicht gefolgt von Rio Tinto Alcan.

## Unternehmensgeschichte

Alcoa Werbung Freedoms of the air von 1943 für den Luftverkehr und Aluminium (The Metal that flies best)

1888 gründete Charles Martin Hall die Pittsburgh Reduction Company. Den Namen Aluminum Company of America erhielt das Unternehmen 1907. Die Abkürzung Alcoa wurde ab 1910 verwendet und 1999 als offizieller Name angenommen, um der voranschreitenden Internationalisierung gerecht zu werden. Zu dieser Zeit war Alcoa in 30 Ländern tätig.
Im September 2015 kündigte Alcoa die Aufspaltung des Unternehmens in zwei unabhängige börsennotierte Unternehmen an. Der Geschäftsbereich mit den Hochleistungsprodukten für die Luftfahrt- und Autoindustrie verblieb im Unternehmen, welches in Arconic umbenannt wurde, während die Bauxit-, Aluminiumoxid- und Aluminiumproduktion in die neue Alcoa Downstream Corporation abgespalten wurde.
Im Zuge der Aufspaltung wurde die Alcoa Downstream Corporation wieder in Alcoa Corporation umbenannt, an der Arconic einen Minderheitsanteil von 19,9 % hielt. Am 1. November 2016 wurde die Aufteilung in Alcoa und Arconic abgeschlossen.

## Werke
Aluminiumoxid-Raffinerien in Weiß, Aluminiumhütten in Dunkelgrau
Der Bauxitbergbau in Suriname sowie die Raffinerien Paranam (Suriname) und Point Comfort (Texas) sind derzeit außer Betrieb.
In Arvida, Kanada, befand sich zwischen 1943 und 1975 das größte Aluminiumwerk der Welt.

## Beteiligungen und Kooperationen
Alcoa hält 60 Prozent am Unternehmen Alcoa World Alumina and Chemicals (AWAC) in Australien, die restlichen 40 Prozent hält das australische Unternehmen Alumina Limited. AWAC baut unter anderem Bauxit in Australien ab.
Alcoa hält 8 Prozent der Anteile der Aluminum Corporation of China. Die beiden Unternehmen haben eine strategische Kooperation vereinbart.
Das norwegische Unternehmen Elkem gehörte bis April 2005 zu 46,5 Prozent Alcoa. Im Oktober 2002 scheiterte ein Versuch von Alcoa, Elkem komplett zu übernehmen. In der Folge wurde der Anteil an Orkla veräußert, die Elkem schrittweise ganz übernahmen.
Im Juli 2007 zog Alcoa auch ein konkurrierendes Kaufangebot über 28 Milliarden US-Dollar (20 Milliarden Euro) für den kanadischen Aluminiumhersteller Alcan zurück.
Alcoa ist zu 25,1 % an der Aluminiumhütte von Maʿaden in Ras al-Khair, Saudi-Arabien beteiligt.

## Trivia
Da zu ihrem Bau viele hundert Tonnen Aluminium verwendet wurden, erhielt die am 9. September 1961 in Dienst gestellte Long Beach, ein Lenkwaffenkreuzer der US Navy, das Internationale Seefunk-Rufzeichen ALCOA.
Namensgleich mit dem Unternehmen ist die US-amerikanische Kleinstadt Alcoa mit einer Bevölkerung von etwas mehr als 7.700 Einwohnern im Osten des Bundesstaats Tennessee (Blount County), wo das Unternehmen ein großes Aluminiumwerk betreibt. Früher war die Ortschaft unter dem Namen North Maryville bekannt. Im Jahr 1918 wurde North Maryville von Maryville abgetrennt und mit dem Areal rund um das Aluminiumwerk verschmolzen, um auf diese Weise u. a. steuerliche Vorteile zu erhalten.

## Ehemaliger Fahrzeugbau
Zwischen 1920 und 1924 wurden einige Personenkraftwagen hergestellt, die Pomeroy genannt wurden.
Dazu entstand 1919 in Cleveland in Ohio eine Entwicklungsabteilung für Automobile, die Aluminium Manufacturers, Inc. genannt wurde. Laurence Pomeroy, der vorher für Vauxhall Motors tätig war, und Forrest Cameron von Cameron waren die Konstrukteure. Die Fahrzeuge bestanden zum größten Teil aus Aluminium. Die Entwicklung war sehr kostspielig. So wird eine Summe von mehreren Hunderttausend US-Dollar genannt. In Cleveland entstanden zwischen 1920 und 1922 sechs Fahrzeuge. Sie hatten einen Vierzylindermotor und einen Radstand von 320 cm. Die Aufbauten waren Tourenwagen mit fünf Sitzen.
1923 wurde ein ehemaliges Werk von Pierce-Arrow in Buffalo im US-Bundesstaat New York bezogen. Bis 1924 entstanden einige weitere Fahrzeuge. Diese hatten einen Sechszylindermotor mit 75 PS Leistung. Das Fahrgestell hatte nun 338 cm Radstand. Eine Abbildung zeigt eine geschlossene Limousine mit sieben Sitzen. 1924 endete die Produktion.